# AS Arta/Solar7
Association Sportive d'Arta, wegens sponsorreden ook bekend als AS Arta/Solar7, is een voetbalclub uit Djibouti-stad, Djibouti en speelt in de hoogste voetbaldivisie van dat land; de Division 1. De club werd in 1980 opgericht onder de naam AS Compagnie Djibouti-Ethiopie. Een bekend speler van de club is sinds 2022 de Ivoriaan Salomon Kalou.

## Erelijst
- Division 1: 1988, 2000, 2005, 2007, 2021, 2022, 2024
- Coupe de Djibouti: 1992, 2001, 2004, 2008, 2018/19, 2019/20, 2020/21, 2021/22
- Super Coupe de Djibouti: 2001, 2019